# Bernard Parker
Bernard Melvin „Benny” Parker (ur. 16 marca 1986 w Boksburg) – południowoafrykański piłkarz występujący na pozycji pomocnika lub napastnika w TS Galaxy FC.

## Kariera
Parker urodził się i dorastał w Reiger Park w pobliżu Boksburg. Swoją karierę piłkarską rozpoczął w Benoni Premier United, zaś w roku 2007 podpisał kontrakt ze swoim obecnym klubem. Na początku 2008 roku był na testach w Legii Warszawa, ale do transferu nie doszło. W zimowym okienku transferowym w sezonie 2008/2009 przeszedł do Crvenej Zvezdy Belgrad. Przez rok gry w tym zespole wystąpił w 16 ligowych meczach oraz zdobył sześć bramek. W lipcu 2009 roku podpisał kontrakt z holenderskim FC Twente. W 2011 roku był wypożyczony do Panserraikosu, a latem 2011 odszedł do Kaizer Chiefs FC. W 2022 przeszedł do TS Galaxy FC.
W reprezentacji swojego kraju zagrał 70 razy i strzelił 21 bramek. Zadebiutował w niej w roku 2007, zaś pierwszą bramkę zdobył 30 września 2008 roku w wygranym 3-0 spotkaniu z Malawi i został wybrany najlepszym piłkarzem meczu. Grał w niej do 2015 roku.